# FK Luč-Energija Vladivostok
Luč-Energija (ruski: Луч-Энергия) je ruski nogometni klub iz grada Vladivostoka.
Klupsko sjedište je na adresi Ovčinnikova 26a, Vladivostok.
Klupske boje su žuta i plava, s time da je majica žuta, a rukavi u gornjoj polovici po dužini plavi, a u donjoj žuti; hlačice su plave.
Klupski simbol je sibirski tigar, koji se nalazi na klupskom grbu.

## Povijest
Klub je utemeljen 1952. godine, a u službena natjecanja je stupio 1958. godine. 

## Imena
- od 1958. 'Dinamo
- do 2003. Luč

## Klupski rekordi
Najveća pobjeda: 

1985. 8:1 protiv Geologa iz Tjumenja
Najveći poraz: 

2008. 1:8 protiv Zenita iz Sankt Peterburga

1993. 1:7 protiv Dinama iz Moskve

1977. 0:6 protiv Traktora iz Pavlodara

1985. 0:6 protiv Toma iz Tomska

1987. 0:6 protiv Metallurga iz Novokuznjecka

2004. 0:6 protiv Gazovika iz Iževska

## Vanjske poveznice
- Službene klupske stranice